# سال‌های خصوصی
سال‌های خصوصی (به انگلیسی: The Private Years) آلبومی گردآوری شده از یانی می‌باشد که در ۱۲ اکتبر ۱۹۹۹ منتشر شده‌است.

## نوازندگان
- چارلی آدامز (درام)
- اسامه عفیفی (گیتار بیس)
- چارلی بیشارت (ویلون)
- مایکل برونو (پرکاشن)
- ریک فیرابریچی (گیتار بیس)
- جولی هومی (ساز کلیدی)
- برادلی جوسف (کیبورد)
- ساچی مک‌هنری (ویلونسل)
- مونا لیسا (خواننده)
- شهرداد روحانی (رهبر)